# رولاند ألاركون
رولاند ألاركون (بالإسبانية: Rolando Alarcón)‏ هو مغن مؤلف ومدرس تشيلي، ولد في 5 أغسطس 1929 في سانتياغو في تشيلي، وتوفي في 4 فبراير 1973.

## وصلات خارجية
- الموقع الرسمي
- رولاند ألاركون على موقع ميوزك برينز (الإنجليزية)
- رولاند ألاركون على موقع أول ميوزيك (الإنجليزية)
- رولاند ألاركون على موقع ديسكوغز (الإنجليزية)